# Château de Lavaud-Bousquet
Le château de Lavaud-Bousquet est une propriété privée incluant un logis et ses dépendances située à Château-Chervix (87380) en France.

## Localisation
Le château est situé dans le département français de la Haute-Vienne, sur la commune de Château-Chervix, au hameau de Lavaud-Bousquet. À ne pas confondre avec le donjon du 12e siècle dans la même commune.

## Historique
Le château de Lavaud-Bousquet fut bâti à la fin du XVIe siècle et au début du XVIIe siècle mais on a plus de certitudes sur les intéressants apports du XIXe et du début du XXe siècle.
Le château (constitué du logis seigneurial et de ses  dépendances - ferme, bergerie et écuries) est inscrit  à l'inventaire supplémentaire pour ses toitures et façades et classé pour une autre part monument historique le 26 mai 1994. Le domaine a été acheté par Simone Dolez dans les années 1960, puis transmis à sa fille Alberique Tatischeff. Le château (logis) appartient aujourd’hui  à l'indivision Tilmant-Tatischeff et est toujours habité par la famille. 
La partie ouest du domaine est habitée par le comte Bruno Tilmant-Tatischeff (restaurateur de tableaux / Patrimoine vivant) et sa famille. Cette partie comprend notamment son atelier de restauration de peintures dans lequel il a exercé son art sa carrière durant. 
Le sol était riche en minerais notamment d'or et a été exploité depuis les Gaulois. 
Par ailleurs un site protohistorique (tumulus cf travaux archéologie limousine 1983 volume 4) a été mis à jour à proximité fin des années 1970. 
Le site dispose d’un cimetière privé où sont enterrés les membres de la famille Tilmant-Tatischeff.

## Description
Le logis 
les dépendances (bûcher, chenil, grange, bergerie)
les écuries 
la ferme et ses dépendances 